# Bacallà ab burrida
El bacallà ab burrida (també bacallà amb burrida, o borrida de bacallà) és una preparació de bacallà típica de Menorca i Mallorca. Es serveix amb salsa blanca (que s'elabora lligant el suc del bacallà amb allioli) i en una cassola de fang.
Es tracta d'un plat que té preparacions similars a Catalunya, Eivissa i Provença i apareix documentat a la nostra cuina en el s. XVIII. Està emparentat (no només etimològicament) amb un parell de borrides més: la que fan a Eivissa i la de la Provença. La d’Eivissa és un suquet de rajada i la de la Provença una sopa, però totes tres porten ous o llet i presenten una coloració blanquinosa.
El mot prové de la Borrida de bacallà del provençal boulido, bullit. Segons Coromines, el mot deriva de borra, que significa ‘fibra tèxtil curta que se separa de la floca’. És un mot que, per analogia, ha passat a anomenar també coses diverses i que té molts derivats, entre els quals borrida.